# Culicoides simulator
Culicoides simulator är en tvåvingeart som beskrevs av Edwards 1939. Culicoides simulator ingår i släktet Culicoides och familjen svidknott. Inga underarter finns listade i Catalogue of Life.